# Carel Blazer

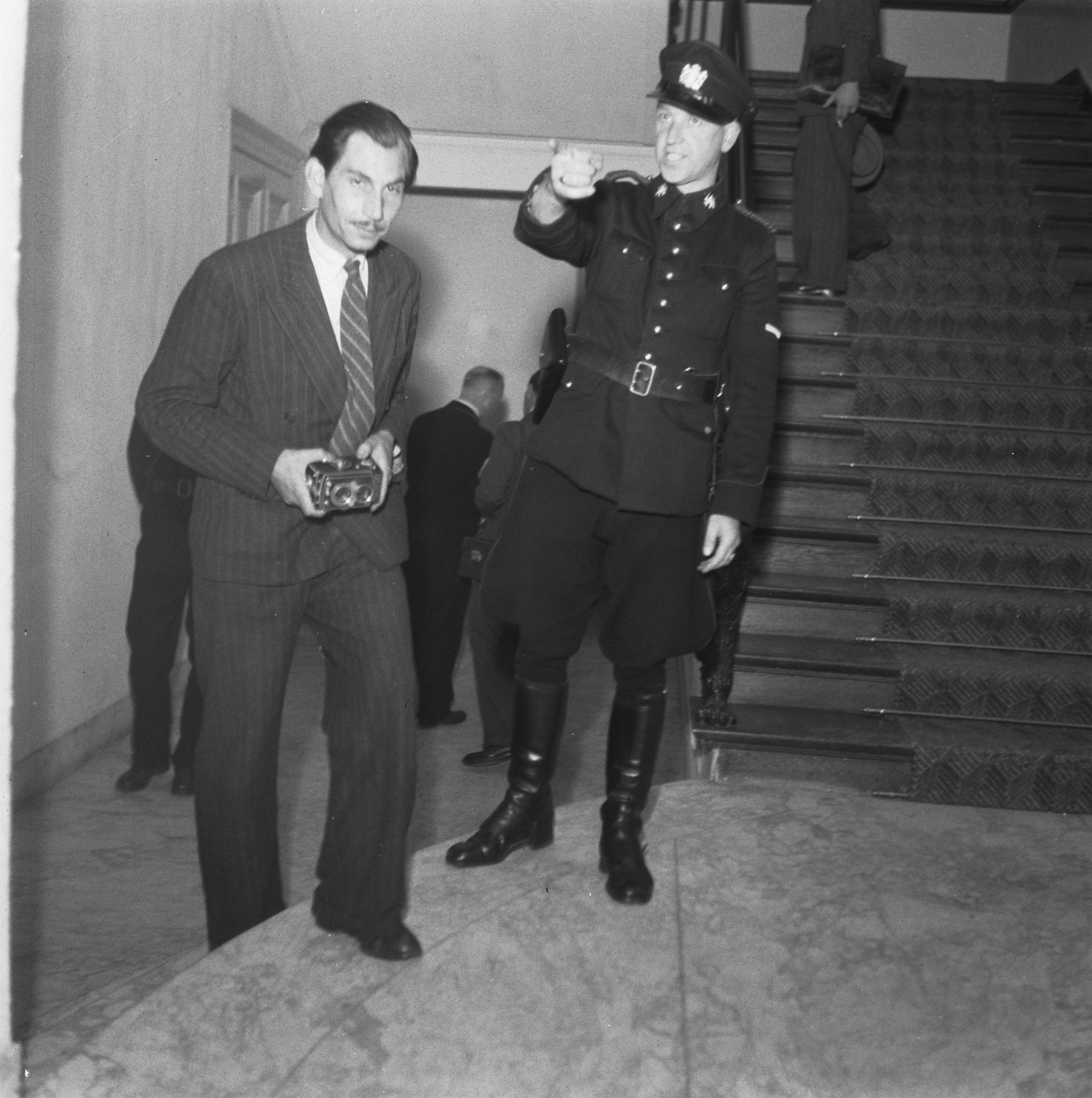
Carel Blazer (links) im September 1945 beim Prozess gegen Max Blokzijl

Carel Adriaan Blazer (* 16. Juni 1911 in Amsterdam; † 16. Januar 1980 in Nijmegen) war ein niederländischer Fotograf und Widerstandskämpfer während des Zweiten Weltkriegs. Neben Éva Besnyő, Emmy Andriesse oder Cas Oorthuys gilt er als einer der bedeutenden Vertreter des sogenannten „Neuen Sehens“ (niederländisch Nieuwe Fotografie).

## Biografie

### Jugend und Ausbildung
Blazer wurde 1911 als Sohn eines Amsterdamer Buchhalters geboren. Seine Jugend war durch häufige Umzüge innerhalb der Niederlande geprägt, unter anderem da der Vater im Anschluss an den Ersten Weltkrieg einen Posten als außerordentlicher Professor an der Nederlandsche Economische Hoogeschool in Rotterdam annahm. Nach dem Ende seiner Schulbildung begann Blazer zunächst eine Ausbildung als Maschinenbauer, beendete diese jedoch bald wieder um sich einer Karriere als Fotograf zuzuwenden. Hierzu ging er für circa ein Jahr in die Schweiz an die Kunstgewerbeschule Zürich, wo er unter Hans Finsler, einem der bedeutendsten Vertreter der „Neuen Sachlichkeit“, lernte. Des Weiteren erhielt er in dieser Zeit Unterricht bei dem Typografen und Grafiker Piet Zwart. Nach seiner Rückkehr nach Amsterdam im Jahr 1935 eröffnete er zunächst gemeinsam mit Éva Besnyő ein Fotostudio, in dem er vor allem kommerzielle Porträt- und Werbefotografien anfertigte. Politisch wandte er sich in dieser Zeit dem Kommunismus zu und wurde auch Mitglied in der kommunistischen Partei CPN. Des Weiteren wurde er Mitglied in der sogenannten „Vereinigung der Arbeiterfotografen“ (niederl. Vereniging van Arbeidersfotografen), einer 1931 gegründeten Bewegung, die es sich zum Ziel gesetzt hatte, die Arbeitsbedingungen der niederländischen Arbeiterschaft fotografisch zu dokumentieren. Der „Vereinigung von Künstlern zur Verteidigung kultureller Rechte“ (niederl. Bond van Kunstenaars ter Verdediging van de Kulturele Rechten) trat Blazer ebenfalls bei und wurde dort Vorstandsmitglied in der Abteilung für Fotografie.

### Spanischer Bürgerkrieg

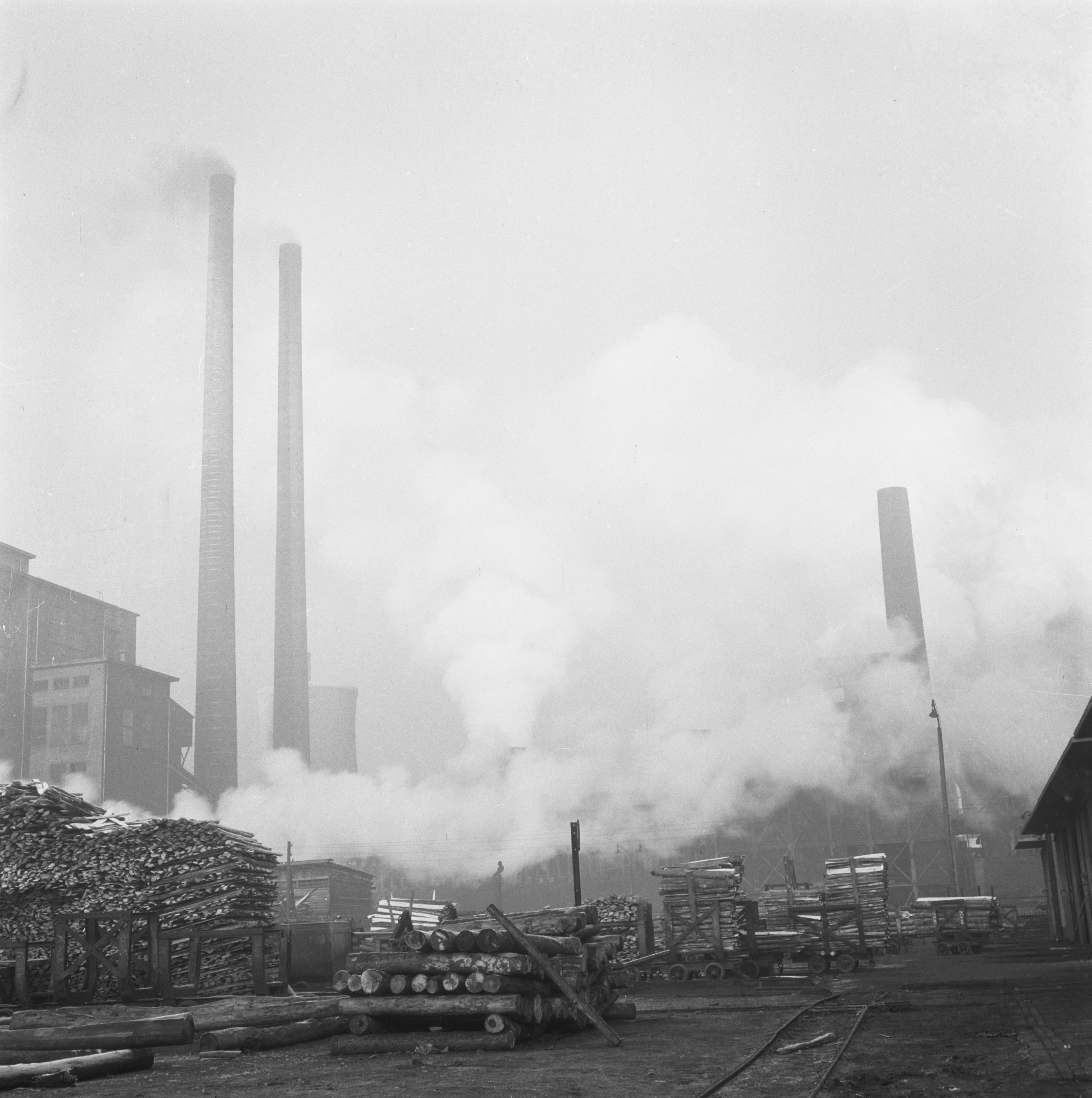
Kolenmijnen Limburg (21. November 1945); Teil einer Bildserie aus dem Bereich „Sozialdokumentarische Fotografie“

Nach einem einjährigen Aufenthalt in Paris ging Blazer im März 1937 nach Spanien, wo er sich den Internationalen Brigaden anschloss und etwa drei Monate lang auf republikanischer Seite im dortigen Bürgerkrieg kämpfte. Er dokumentierte in dieser Zeit mit seinen Fotografien einerseits das Leben der Soldaten an der Front, war aber auch bemüht zu zeigen, dass das normale Leben in Spanien abseits der Kampfhandlungen weiterging. Die dort entstandenen Bilder wurden in diversen Zeitungen veröffentlicht und auf der Ausstellung Foto '37 im Stedelijk Museum von Amsterdam gezeigt. Diese Ausstellung, in der neben Blazer auch Fotografen wie John Fernhout, Robert Capa oder Gerda Taro vertreten waren, fand in der Presse der damaligen Zeit große Beachtung. Seine Zeit in Spanien desillusionierte Blazer bezüglich des Kommunismus, weshalb er kurz darauf seine Mitgliedschaft in der CPN beendete.
1938 war Blazer der einzige ausländische Fotograf, der den Anschluss der deutschsprachigen Gebiete der Tschechoslowakei an das Deutsche Reich im Zuge des Münchner Abkommens begleitete. Hierbei konzentrierte er sich auf die Dokumentation der Flüchtlingsströme von Sudetendeutschen. Er wurde festgenommen und musste in die Niederlande zurückkehren, wo er noch im selben Jahr einen Lehrstuhl an der Nieuwe Kunstschool in Amsterdam annahm.

### Zweiter Weltkrieg
Nach der Kapitulation der Niederlande schloss sich Blazer der Widerstandsgruppe De Ondergedoken Camera (deutsch etwa: „Die untergetauchte/versteckte Kamera“) an, die versuchte die Umstände der deutschen Besatzung fotografisch festzuhalten. Außerdem beteiligte er sich mit der Widerstandsorganisation Persoonsbewijzencentrale an der Fälschung und Verbreitung von Ausweisdokumenten für Widerstandskämpfer und untergetauchte Personen. Blazer wurde im April 1943 gemeinsam mit seiner Schwester, dessen Mann und zwei weiteren Personen von den Deutschen aufgegriffen und der Spionage angeklagt. Obwohl er zunächst zum Tode verurteilt wurde, gelang es ihm und seinen Verteidigern seine Freilassung im Februar 1944 zu erwirken. Blazers Schwester und Schwager hatten jedoch weniger Glück und fanden später im KZ Auschwitz-Birkenau den Tod. Blazers Fotos aus dem Jahr 1945 sind gelegentlich unter dem Pseudonym Carel Corza publiziert worden.

### Nachkriegszeit

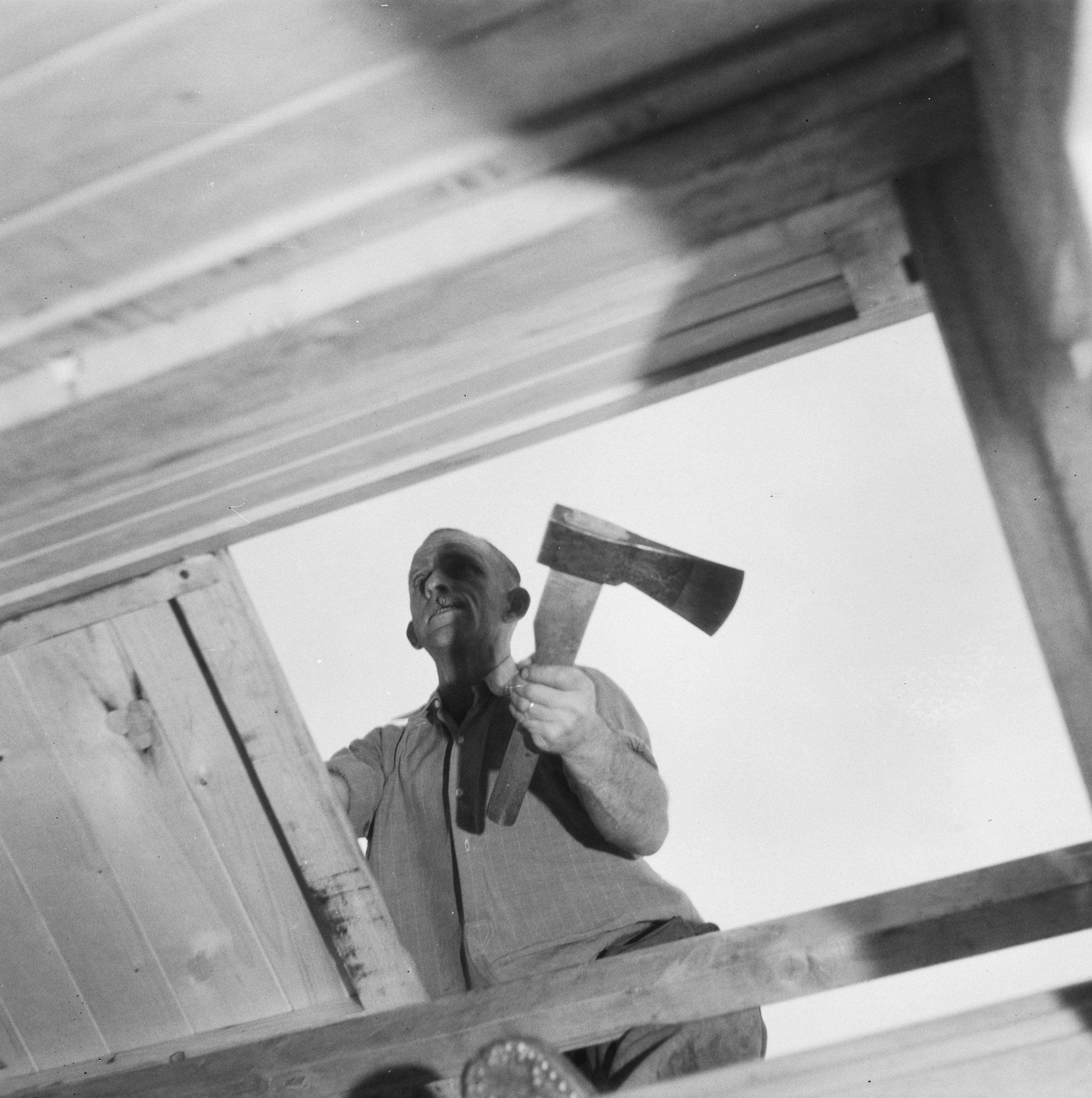
Man met bijl (Oktober 1948); Beispiel für eine Fotografie Blazers im Stil des „Neuen Sehens“

Unmittelbar nach der Befreiung der Niederlande fotografierte Blazer die Gefangennahme deutscher Soldaten und die folgenden Wiederaufbaumaßnahmen in verschiedenen Teilen des Landes. Seinen Lebensunterhalt verdiente er sich in dieser Zeit vor allem mit Werbeaufnahmen und als Prozessfotograf. Des Weiteren beteiligte er sich kurz nach Kriegsende am Aufbau der Künstlervereinigung Gebonden Kunsten federatie. Eines seiner Fotos, eine Luftaufnahme der Schließung des Flevopolders, wurde für den niederländischen Pavillon bei der Weltausstellung 1958 in Brüssel zu einem 580 m² großen Wandbild vergrößert. In den folgenden Jahrzehnten betätigte sich Blazer als Lehrer für junge Fotografen wie Paul Huf und Krijn Taconis und unternahm Reisen nach Europa und Ostasien, die Fotografie gab er erst 1974 nach einem Unfall, bei dem er einen Hüftschaden davontrug, auf. Im Anschluss lebte er noch für einige Jahre im schweizerischen Altforst. Blazer verstarb schließlich im Jahr 1980 in Nijmegen, er hinterließ eine Tochter.

## Werk

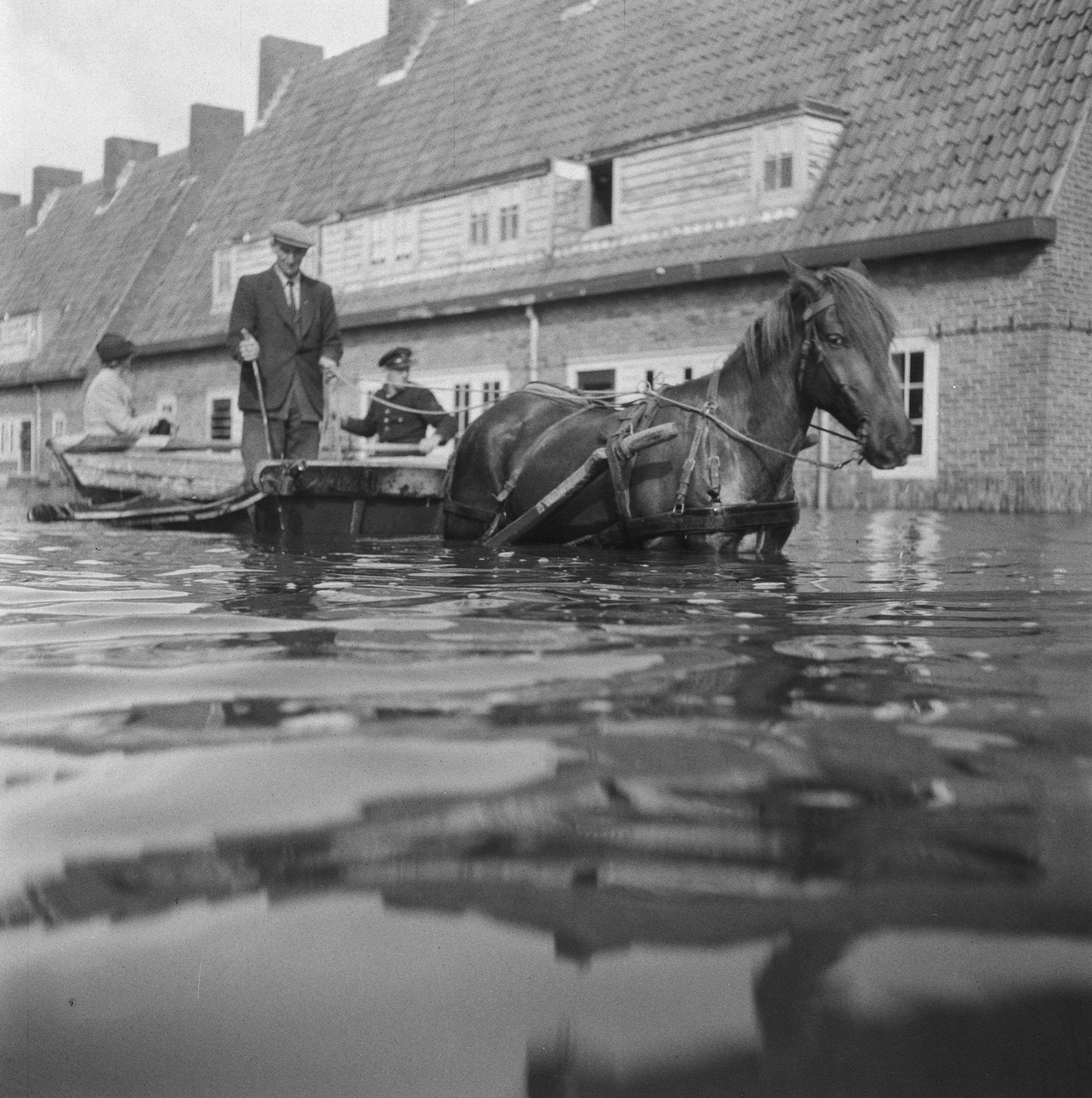
Paard en wagen in ondergelopen straat (Oktober 1945); Teil der Serie Walcheren, die Blazers Interesse am „Kampf gegen das Wasser“ widerspiegelt

Carel Blazer gilt als ein Vertreter des „Neuen Sehens“, einer Stilrichtung der Fotografie, die sich durch ungewöhnliche Blickwinkel und teils sehr schattige Bildpartien auszeichnet. Bei der Auswahl seiner Motive zeigte sich Blazer besonders interessiert am niederländischen Strijd tegen het water, den seit Jahrhunderten andauernden Hochwasserschutzbemühungen der Niederländer. So hielt er unter anderem die Flutkatastrophe von 1953 und den anschließenden Bau der Deltawerke ausführlich im Bild fest. Des Weiteren können viele seiner Bildserien der sogenannten Sozialdokumentarischen Fotografie zugerechnet werden, die sich der Dokumentation der Lebensumstände der Arbeiterklasse widmet.

### Bildbände (Auswahl)
- Jan Derks (Einleitung), Carel Blazer (Fotos): Rome. Uitgeverij Contact, Amsterdam / Antwerpen 1950.
- Willem Frederik Hermans (Einleitung), Carel Blazer (Fotos): Carel Blazer fotograaf: Anderland. Uitgeverij Contact, Amsterdam 1979, ISBN 90-254-6505-6.
- Jan Brokken (Einleitung), Carel Blazer (Fotos): Foto’s van Carel Blazer GKf. In: Holland zonder haast. Band 5. Uitgeverij Voetnoot, 2013, ISBN 90-71877-59-0.

### Ausstellungen (Auswahl)
- Ausstellung im spanischen Pavillon bei der Pariser Weltfachausstellung (1937)
- Foto '37, Stedelijk Museum, Amsterdam (1937)
- De Ondergedoken Camera, Atelier Marius Meijboom, Amsterdam (1945)
- Vakfotografie 1950, Van Abbemuseum, Eindhoven (1950)
- Post-war European Photography, Museum of Modern Art, New York City (1953)
- Dag Amsterdam, Stedelijk Museum, Amsterdam (1961)
- Foto 20-40, Gemeentemuseum, Den Haag (1979/1980)
- 50 Jahre moderne Farbfotografie 1936–1986, photokina, Köln (1986)

## Auszeichnungen und Ehrungen

### Fotografie (Auswahl)
- Goldmedaille der Prima Biennale di Fotografia, Venedig (1957)
- Preis der Stiftung Gerrit Jan Thieme (1959, 1965)
- GKf-prijs der Gebonden Kunsten federatie (1968)

### Sonstiges
Für seine Verdienste im niederländischen Widerstand erhielt Blazer das Verzetsherdenkingskruis („Widerstandsgedenkkreuz“) verliehen.